# Francesco Ansaldi (politico)
Francesco Giuseppe Mario Ansaldi (Vercelli, 28 febbraio 1907 – 1957) è stato un politico, medico e partigiano italiano.

## Biografia
Nato a Vercelli nel 1907, conseguì la laurea in medicina e chirurgia, iniziando a lavorare presso l'Ospedale Maggiore della città.
Nell'agosto 1943 aderì clandestinamente al Partito Comunista Italiano e si unì alla Resistenza, dandosi alla macchia con la 12° divisione Garibaldi nel Biellese dall'autunno del 1944, dove si distinse quale responsabile sanitario interdivisionale. Tenne inoltre una rubrica medica sulla rivista clandestina Baita, da fare circolare tra i partigiani. Dopo la guerra riprese servizio presso l'ospedale vercellese.
Il 31 dicembre 1947 fu eletto sindaco di Vercelli, in sostituzione di Vittore Domiglio, alla guida di una giunta costituita da quattro comunisti e quattro socialisti. Terminò il suo incarico il 15 marzo 1949, con il commissariamento dell'amministrazione comunale.
Morì nel 1957.